# Shagya-arab
Shagya-araben är en ungersk hästras som leder sitt ursprung till renrasiga arabiska fullblod. Rasen utvecklades under 1800-talet vid det ungerska stuteriet Bábolna och avlas nu förutom i Ungern även i Tjeckien, Österrike, Rumänien, Balkanländerna, Polen och Tyskland. Anfadern var hingsten Shagya som var född 1830 i Syrien. Shagya-araben är en allsidig häst som kan användas för både ridning och körning. En gång i tiden användes Shagya-araben av de ungerska husarerna och betraktades som skönhetsidealet för en häst och den bevisade i många sammanhang sin snabbhet, uthållighet och härdighet. I Sverige företräds rasen av Svenska Shagya-arabföreningen som är medlem i den internationella sammanslutningen ISG (Internationale Shagya-araber Gesellschaft) och i SH (Svenska Hästavelsförbundet).

## Historia
Shagyaaraben har sitt ursprung i stuteriet Bábolna i nuvarande Ungern, dock under den tiden som landet var en dubbelmonarki Ungern-Österrike. Bábolnastuteriet grundades 1769 som en avläggare till det största stuteriet, Mezohegyes där även den andra ungerska arabkorsningen Gidran-arab utvecklades. Principen var densamma, att avla fram högklassiga kavallerihästar och tyngre hästar till artilleriet. År 1816 ändrades inriktningen till renrasiga arabiska fullblod av ökentyp och även korsningar mellan araber och andra raser som på denna tiden enbart kallades "arabisk ras". Man korsade araberna med bland annat inhemska ungerska hästar, spanska hästar och engelska fullblod med tyngdpunkten på att nedärva en massa olika egenskaper och kvalitéer samtidigt som man behöll det ädla arabiska utseendet. 
År 1836 köpte stuteriet in en 6 år gammal hingst vid namn Shagya från Syrien och även sju andra hingstar och 5 ston av toppstam. Trots toppstammen i Shagya så var han för stor för att vara en godkänd arab och han var något så ovanligt som en helt gräddvit skimmel, en ovanlig färg hos araberna vid denna tiden. Shagya stod på Babolnastuteriet fram till 1842 och blev far till ett stort antal framgångsrika söner som förde hans blod vidare. Ättlingar till Shagya står nu på alla Shagya-arabstuterier i Europa.
Ungern har dock alltid varit utsatt då det ligger precis mitt i Europa. Landet har gått hårt åt i alla krig och det har varit nära att stuteriet förlorat allt sitt avelsmaterial på grund av bombningar, evakuering och förstörelse. Men stuterierna har skött sin stamboksföring med stor noggrannhet vilket gjort att varenda Shagyaarabs härstamning finns nedskriven med detaljer som färg, tecken, mått och även tävlings- eller utställningsresultat.

## Egenskaper

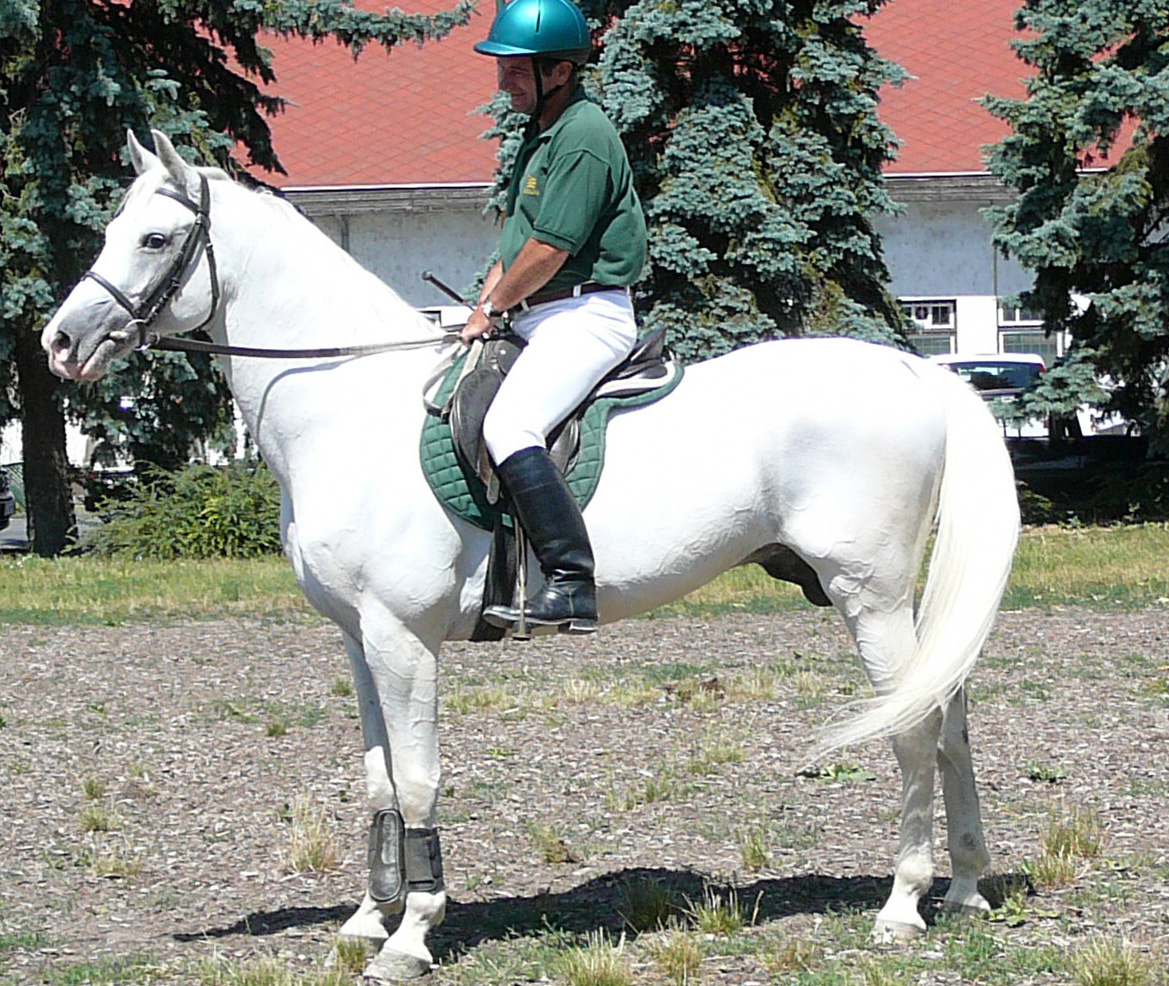
Shagya-araben är en utmärkt rid- och tävlingshäst som är snabb och uthållig.

Shagyaaraben har tydlig härstamning från araberna och påminner om en större och grövre sådan. Den är lika ädel med inåtbuktande nosrygg, stora kloka ögon och böjd nacke. Svansen bärs ofta högt vid rörelse. Benen är starka och slanka och Shagyaraben har fina rörelser. 
Shagyaaraben har ärvt arabens egenskaper som snabbhet, mod och framförallt uthållighet. Hästen är allsidig och kan användas inom de flesta ridsporter och även körning.